# Холодний Яр
Холо́дний Яр — реліктовий лісовий масив на правобережжі Наддніпрянської України, який має історичне та природоохоронне значення. Розташований неподалік від Чигирина на території сучасної Черкащини і частково Кіровоградщини.
За кількістю унікальних археологічних, історичних, наукових об'єктів, а їх тут налічується понад 150 найменувань, Холодний Яр займає перше місце в Україні. У лісовому масиві і на полях навколо нього скрізь розкидані кургани скіфської доби та пізніших епох. У Холодному Яру археологи знайшли сліди всіх археологічних культур, починаючи з трипільської рільничої культури, яка зародилася в лісостеповій зоні України за 5-4 тисячі років до нової ери.
У Холодноярських лісах збереглися залишки кількох древніх городищ, оточених земляними валами, висота й ширина яких ще й тепер вражає, а також руїни підземних церков і печер. Найбільше городище — Скіфське або Мотронинське (VI століття до н. е.) внесене до переліку пам'яток культури, що мають міжнародне значення. В центрі городища височіє пам'ятка архітектури XIX ст. — Троїцька церква Мотронинського монастиря.
Холодний Яр у XVIII ст. став одним з центрів гайдамаччини. Тут почалося найбільше повстання проти польської шляхти — Коліївщина під проводом Максима Залізняка та Івана Гонти, якому Тарас Шевченко присвятив свою поему «Гайдамаки» та вірш «Холодний Яр». Під час українських визвольних змагань початку XX ст. тут діяла Холодноярська республіка. Про боротьбу козаків Холодноярської Республіки з більшовиками один з учасників подій Юрій Горліс-Горський написав книгу спогадів — документальний роман «Холодний Яр».
Урочище має площу 6804 га і розташоване на території двох адміністративних районів Черкаської області — Чигиринського та Кам'янського та двох лісництв Державного підприємства «Кам'янське лісове господарство» — Креселецького та Грушківського. На цій території з 2022 року створено національний природний парк «Холодний Яр» площею 6833,5 га.

## Походження назви
За легендою, в часи монголо-татарської навали в лісових хащах над річкою Сріблянкою заховалася Меланка Холодна з дітьми. З часом до неї приєдналися інші втікачі і виникло поселення з назвою Холодне. Ніби відтоді й ліси навколо нього назвали Холодноярськими.
Ймовірно, що назва «Холодний Яр» має кліматологічне походження. В глибоких лісистих улоговинах і балках влітку збирається холодне повітря і з них завжди тягне прохолодою. Тому місцеві жителі і назвали цю територію Холодним Яром.

## Характеристика

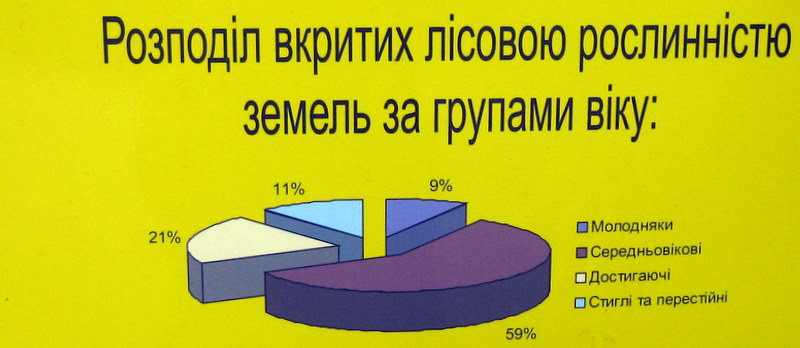
Розподіл рослинності за віком:
9% Молодняки
59% Середньовікові
21% Достигаючі
11% Стиглі та перестійні

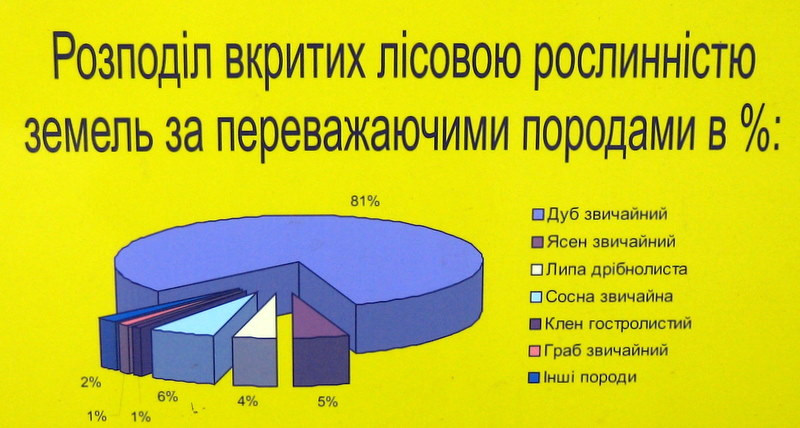
Розподіл за породами дерев:
81% Дуб звичайний
5% Ясен звичайний
4% Липа дрібнолиста
6% Сосна звичайна
1% Клен гостролистий
1% Граб звичайний
2% Інші

Лісовий фонд урочища Холодний Яр представлений переважно високопродуктивними насадженнями штучного походження.
З 6804 га загальної площі урочища — 6509 га (95,7 %) вкрито лісовою рослинністю. За породним складом тут переважають дубові насадження — 81 % площі. Є насадження з переважальною породою ясенем звичайним та липові насадження з домішками інших листяних порід — 10 %. Хвойні, переважно соснові насадження з незначними домішками клена та ясена займають 6 % площі. У складі насаджень зустрічаються окремі екземпляри дерев високого віку. Загалом на території урочища зростає 46 видів деревних порід, 48 видів кущів. За віковою структурою переважають середньовікові стиглі та перестійні насадження. Із місцевих (не штучно посаджених) видів дерев ростуть дуб черешчатий, граб звичайний, береза повисла та ін., у підліску трапляється бузина чорна, бруслина бородавчата, ліщина звичайна та ін.
| Площа земель лісового фонду, га      | 6804 |
| З них вкриті лісовою рослинністю, га | 6509 |
| Ліси першої групи, га                | 749  |
| Ліси другої групи, га                | 5760 |
| Природно-заповідний фонд, га         | 561  |
| Середній вік насаджень, років        | 78   |
| Середня висота лісу, м               | 26   |
| Середній бонітет лісу, од            | 1,1  |
| Середній приріст на 1 га, м³         | 3    |
| ------------------------------------ | ---- |

Рельєф урочища горбистий з великою кількістю глибоких балок з крутими схилами. Днищами балок протікають понад 30 джерел та струмків. Кожне урочище, балка, поле, лісок, річечка і струмок має свою назву. Найглибша і найдовша балка називається Холодним Яром, а від неї і вся територія навкруги носить цю назву. Є тут яри Кириківський, Святий, Чорний, Січовий, Гайдамацький, Циганський, Поташний, Гадючий, Червоний, Кривенків, Скарбний, Чернечий та інші. Загальна довжина балок-ярів та їх відгалужень орієнтовно становить 250 км.

### Біота
На території урочища зростає близько 150 видів трав'янистих рослин, серед яких зустрічаються рідкісні рослини, занесені до Червоної книги України, такі як: бруслина карликова, в'язіль стрункий, підсніжник білосніжний, підсніжник складчастий, цибуля ведмежа, булатка довголиста, гніздівка звичайна, коручка чемерникоподібна. У Холодноярських лісах є великі галявини, вкриті суцільною ковдрою барвінку малого. Таких заростей немає в жодному іншому лісовому масиві України.
Серед їстівних грибів зустрічаються білі, маслюки, підберезники, хрящі-молочники, сироїжки, опеньки та інші.
У Холодному Яру нараховують 140 видів птахів, серед них 10 занесені до Червоної книги України. Гніздова орнітофауна Холодноярського лісового масиву характеризується одноманітністю та відносно невеликим набором видів. Проте ця частина досліджуваної території становить цінність, оскільки репрезентує типові орнітоасоціації стиглих дубово-ясенових лісів, які раніше були широко розповсюджені в Середньому Подніпров'ї, а нині практично повністю знищені.
Є тут велика кількість лисиць, зайців, сарн, диких кабанів та інших звірів.

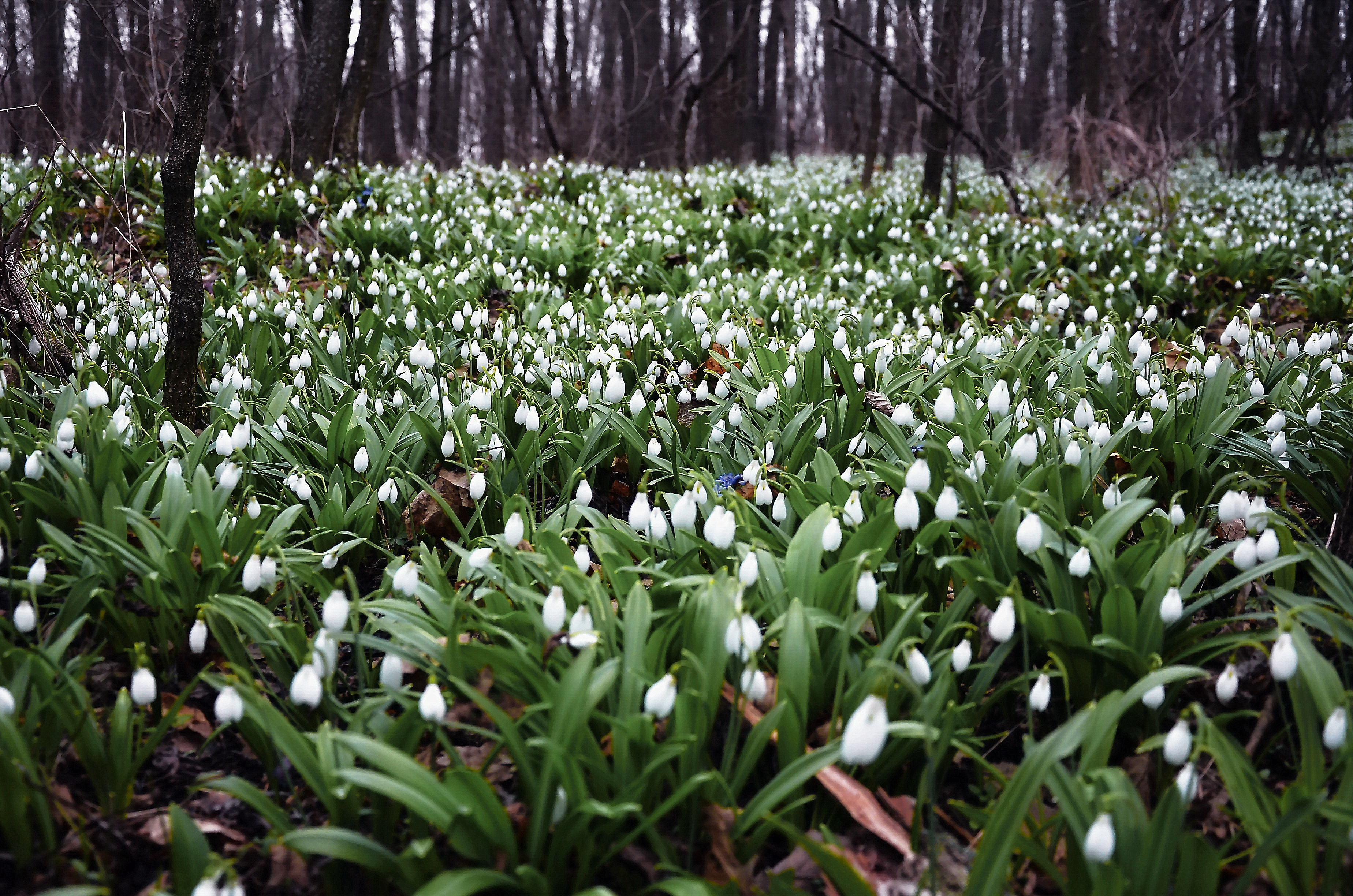
Підсніжники після зимових снігів

### Об'єкти природно-заповідного фонду
1 січня 2022 року на території лісового урочища створено Національний природний парк «Холодний Яр».
Значна частина Холодного Яру — 561 га (8 % площі) — включена до складу об'єктів природно-заповідного фонду, серед яких, найбільший, що займає площу 553 га, — пам'ятка природи загальнодержавного значення «Холодний Яр», створена розпорядженням Ради Міністрів УРСР № 1085-р від 1 жовтня 1968 року.
На території створено ряд об'єктів місцевого значення: заказники «Зубівський», «Оля», «Білосніжний», «Тюльпан дібровний», а також інші об'єкти — Сквер учасників партизанського руху, Залізнякова криниця, «Дуб красень», «Монастирське джерело», мета яких збереження рідкісних рослин, занесених до Червоної книги України, історичних та природних пам'яток.

## Історичні події

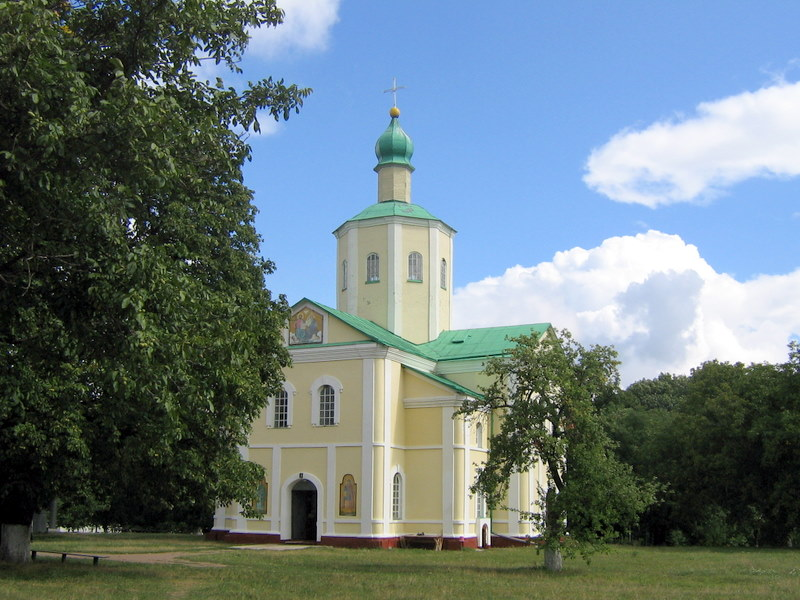
Троїцька церква Мотронинського монастиря

Перша друкована згадка про Холодний Яр належить історикам, що описали битви литовських та руських воїнів з ординцями в 1363—1367 роках «на Синій воді».
Через небезпечне сусідство Дикого Поля, безперервні напади кочових племен, ці землі були довгий час незаселеними. Окремі міста-фортеці та добре укріплені монастирі протягом століть були єдиними населеними пунктами від Канева і Черкас до Дніпровських порогів.

### Гайдамаччина
Густі ліси, горби і яри в околицях Холодного Яру здавна служили для населення навколишніх сіл місцем охорони від татар і поляків.
У 30-х роках XVIII століття в Холодному Яру була організована Холодноярська Січ. Цей ліс на десятки років став головною базою гайдамаків. У тридцяті роки їх очолювали Верлан, Матвій Грива та Іван Жила, в 40-х роках Гнат Голий, Г. Похилий, Семен Неживий.
В історію Холодний Яр ввійшов також гайдамацькою Коліївщиною 1768 року на чолі із запорізьким козаком Максимом Залізняком і сотником Іваном Гонтою. Тут почалося найбільше повстання проти польської шляхти, якому Тарас Шевченко присвятив свою поему «Гайдамаки» та вірш «Холодний Яр»:
…В Яру колись гайдамаки табором стояли,
Лагодили самопали, ратища стругали.
У Яр тойді сходилися, мов із хреста зняті,
Батько з сином і брат з братом одностайне стати
На ворога лукавого, на лютого ляха…
…Дуріть себе, чужих людей, та не дуріть Бога.
Бо в день радості над вами, розпадеться кара.
І повіє огонь новий з Холодного Яру.
у 1830- х роках тут знову збиралися гайдамацькі гурти під керівництвом Устима Кармелюка. Діяли тут й гайдамацькі загони під проводом Шелеста, Писаренка, Медвідя, Теслі, Письменного, Швачки, Журби, Бондаренка, Москаля, Середи, Чорного, Бороди, Рудя, Тарана, Невінчаного, Беркута.

### Українська революція
У 1918 році на Чигиринщині з центром у Холодному Яру діяли загони, які боролися проти денікінців (революційний комітет «Чигиринська республіка» під проводом Свирида Коцура), і повстанські загони прихильників УНР, що вели боротьбу проти радянської влади. Повстанські загони Холодного Яру оперували на відтинку Черкаси — Чигирин — Знам'янка — Дніпро, їхнім осередком був Мотронинський монастир, а командував ними вчитель із села Мельники отаман Василь Чучупака. Серед повстанців Холодного Яру, які нараховували кілька тисяч, крім селян з навколишніх сіл, були і вояки з Кубані (отаман Федір Уваров), Київщини і Галичини.
У 1920-22 роках у Холодному Яру діяли повстанські загони отаманів Завгороднього, Петренка, Хмари, Ламайярмо, Нагірного, Деркача та інших. Відстоюючи незалежну Україну, організувавши за козацьким принципом повстанські загони під керівництвом отаманів, холодноярці під гаслом «Воля України — або смерть» з 1918 по 1922 роки утримували незалежність самопроголошеної Холодноярської Республіки.
Про боротьбу козаків Холодноярської республіки з більшовиками один із учасників подій Юрій Горліс-Горський написав книгу спогадів — документальний роман «Холодний Яр».
В українській радянській літературі ці події були описані у романі «Холодний яр» М. Ф. Негоди.
Деякі з подій боротьби повстанців проти більшовиків на теренах Холодного Яру та в його околицях художньо описані також у романі Василя Шкляра «Чорний Ворон».

### Друга світова війна
У роки Другої світової війни діяла дивізія УПА «Холодний Яр».
Крім цього в роки війни в Холодному Яру діяло дев'ять радянських партизанських загонів загальною чисельністю понад чотири тисячі людей:
- імені Ворошилова — командир А. С. Куценко;
- «За перемогу» — командир О. М. Гунін;
- з'єднання імені Ворошилова — командир Ілля Діброва, комісар Казимир Сабанський;
- імені Дзержинського — командир Є. І. Петров, комісар С. С. Гуров;
- «За Родину» — командир М. П. Кришталь, комісар Я. Г. Тараненко;
- «Москва» — командир І. М. Боровиков;
- імені Сталіна — командир Петро Дубовий, комісар І. І. Лисов;
- імені Суворова — командир Г. М. Володін;
- загін І. Ф. Присяжнюка.

Крім цих загонів, лісами Холодного Яру в березні 1943 року пройшло рейдом партизанське з'єднання радянського генерала Наумова.

## Пам'ятні місця
- Кресельці — частина села Мельники. У центрі її пам'ятник Тарасу Шевченку, встановлений працівниками Кресельцького  лісництва на відзнаку перебування поета у цих місцях;
- Гайдамацький (Монастирський) ставок — ставок біля Мотронинського монастиря, де гайдамаки святили ножі. У 1968 році на його дні було знайдено немало ножів, люльок, кресал та інших речей гайдамаків. Знахідки були передані до Чигиринського краєзнавчого музею. Існує легенда, за якою один з ватажків гайдамацького руху дожив до столітнього віку. На базарі в селі Деренковець (нині Корсунь-Шевченківський район) він здибався з Федором Симиренком, якому вказав на скарб на дні гайдамацького ставу. За цей скарб і розбагатіли цукрозаводчики Симиренки;
- Печери — розташовані майже навпроти гайдамацького ставка. Зі слів старожилів, довжина підземних ходів близько 28 кілометрів. Вели вони від Мотронинського монастиря до оборонних валів, до Холодного, Червоного, Святого валів. Є печери між стародавніми городищами, на Кізій горі біля Жаботина. Вхід до них був у підземеллі церкви Іоанна Златоуста закритий кам'яною брилою та майстерно прикрашений химерним плетивом вінків. Український письменник і композитор Гнат Мартинович Хоткевич у 1926 році пройшов підземними холодноярськими ходами близько чотирьох кілометрів. У нетрях Холодного Яру виявлені печерні церкви, каплиці, підземна в'язниця з набором тортурних знарядь. У часи Другої світової війни німці відшукали один з найбільших входів до стародавніх підземних печер і, гадаючи, що там міститься одна з партизанських баз, підірвали його;
- Мотронинський монастир — православний монастир, заснований в лісовому урочищі на місці скіфського Мотронинського городища;
- Пам'ятник партизанам — відкрито у серпні 1978 року в присутності п'ятнадцяти тисяч колишніх партизан, передовиків виробництва, піонерів і комсомольців Черкаської і Кіровоградської областей. Скульптор — Станіслав Грабовський;
- Кам'яна стела — стела споруджена в пам'ять триразового перебування в цих місцях Тараса Шевченка у 1822, 1843 та 1845 роках;
- Могила Йосипа Шелеста — могила гайдамацького ватажка, вбитого напередодні повстання. Розташована у лісовому квадраті № 48;
- Вали оточують холодноярські городища. Мотронинське має ще й внутрішній вал. Висота зовнішніх валів цього городища — від 20 до 25 метрів. Загальна довжина їх — понад 57 кілометрів;
- Склик — традиційне місце збору гайдамаків і козаків. Розміщений за ворітьми Мотронинського городища, що виходили на Чорний шлях. На великому дубі висів казан, дзін якого було чути на кілька кілометрів. Неподалік від склику і біля хутора Буда збереглися рештки виробництва заліза;
- Великодня Гора — найбільший земляний насип у холодноярських лісах. Легенди віщують, що там перепоховане тіло Богдана Хмельницького і закопані козацькі скарби;
- Дуб Максима Залізняка — росте на південному схилі Кириківського яру за хутором Буда. Його обіймище 8 метрів 90 сантиметрів, висота — 24 метри[4]. Стовбур шість раз вражали громовиці. Під його шатром відпочивали Богдан Хмельницький, Северин Наливайко, Павло Павлюк, Максим Залізняк, Андрій Журба, Семен Неживий, Тарас Шевченко та інші;
- Поташні розташовані в Поташному Яру. Цей яр утворився після того, як великий зсув землі розділив Холодний Яр на дві частини. На дні його протікає річка Косарка, понад якою з Холодного Яру пролягав Чумацький шлях;
- Найбільших городищ чотири: Мотронинське, Суздальське, в лісовому квадраті № 64, та Жаботинське на Кізій горі. Крім них є ще десять площею від 2 до 35 гектарів;
- Партизанські табори загону «Москва» та інших збереглися. Всього в лісі нараховується понад чотири тисячі землянок і сім кілометрів траншей та ходів сполучення;
- Джерел у заповіднику багато. Лісовпорядженням 1869 року було виявлено 17 невеликих озерець, які називають топильцями. Живляться вони водою з джерел, що витікають з гранітної розколини. Всі топильця мають окремі назви і, як правило свої історії. З джерел витікають річечки Сріблянка, Смотрич, Жаб'я, Осота, Косарка, Шумка, Чорнобривка, Лубенка, Розянка, Суботь, Холодна, Лаврусиха, Некрасиха та інші. Всі вони впадають в Тясмин. Багато джерел вважаються цілющими. Дослідження місцевих лікарів та працівників Одеського інституту курортології свідчать, що найбільше в цих місцях родонових джерел. Серед них — джерело Дзюркало. З переказів відомо, що ще козаки і гайдамаки лікували рани джерельною водою (див. про джерело Три криниці). Поблизу села Сокирне Жаботинської сільради є джерело Свята криниця. Вода з нього вибігає бурхливо, ніби кипить, і має домішки газу. Дебіт джерела — 10-15 кубометрів води на добу. На його базі діє завод мінеральних вод. У квадраті № 73 знаходиться джерело Живун. Вода в ньому ніколи не замерзає. Поблизу Мотрониного монастиря існує Монастирське джерело.

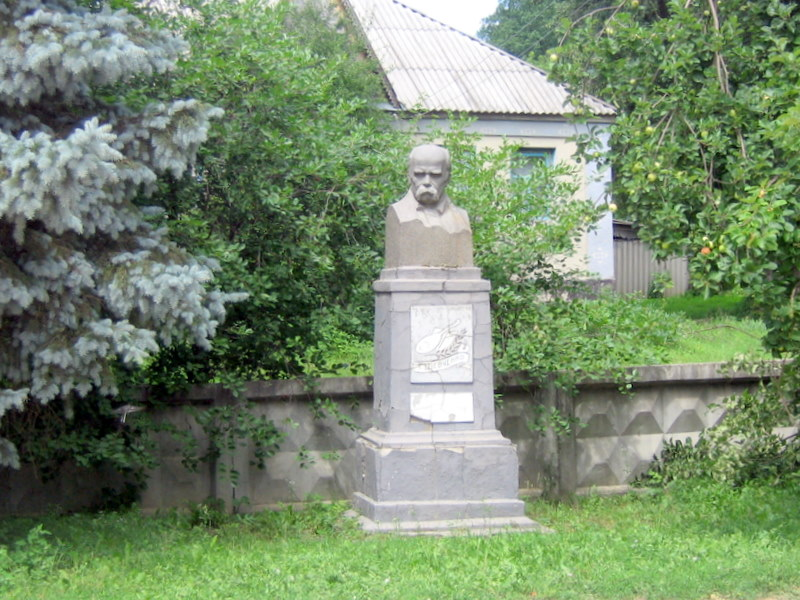
Пам'ятник Шевченку біля садиби Кресельцького лісництва
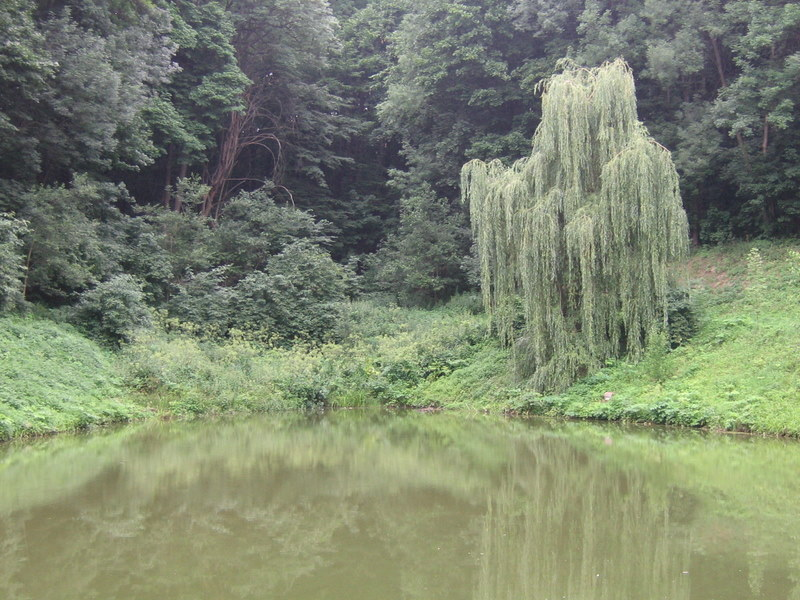
Гайдамацький став
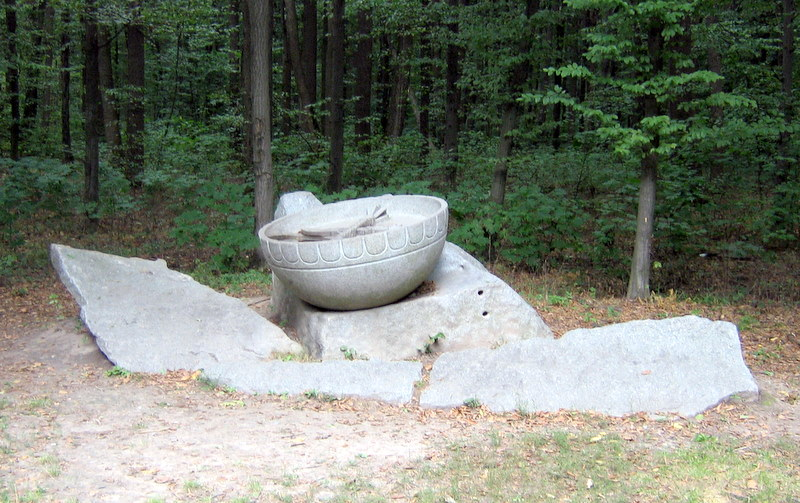
На цьому місці висів козацький склик
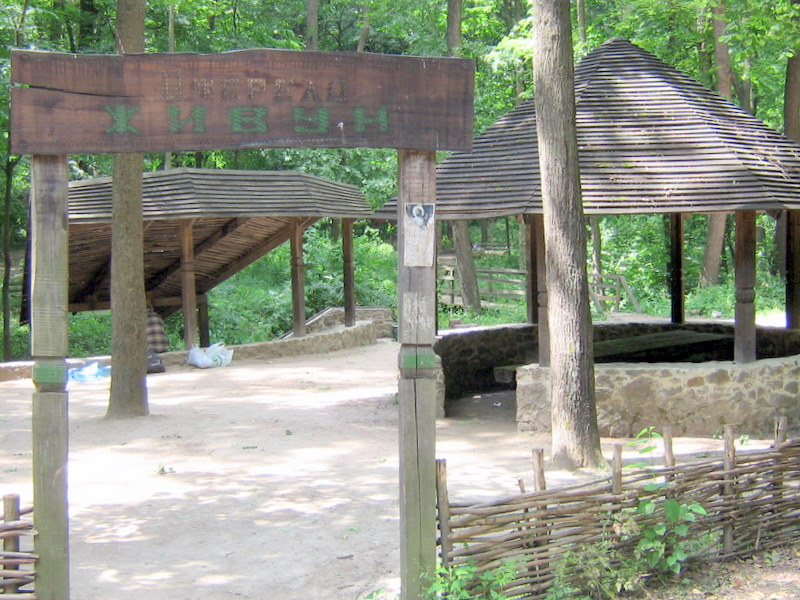
Джерело «Живун»
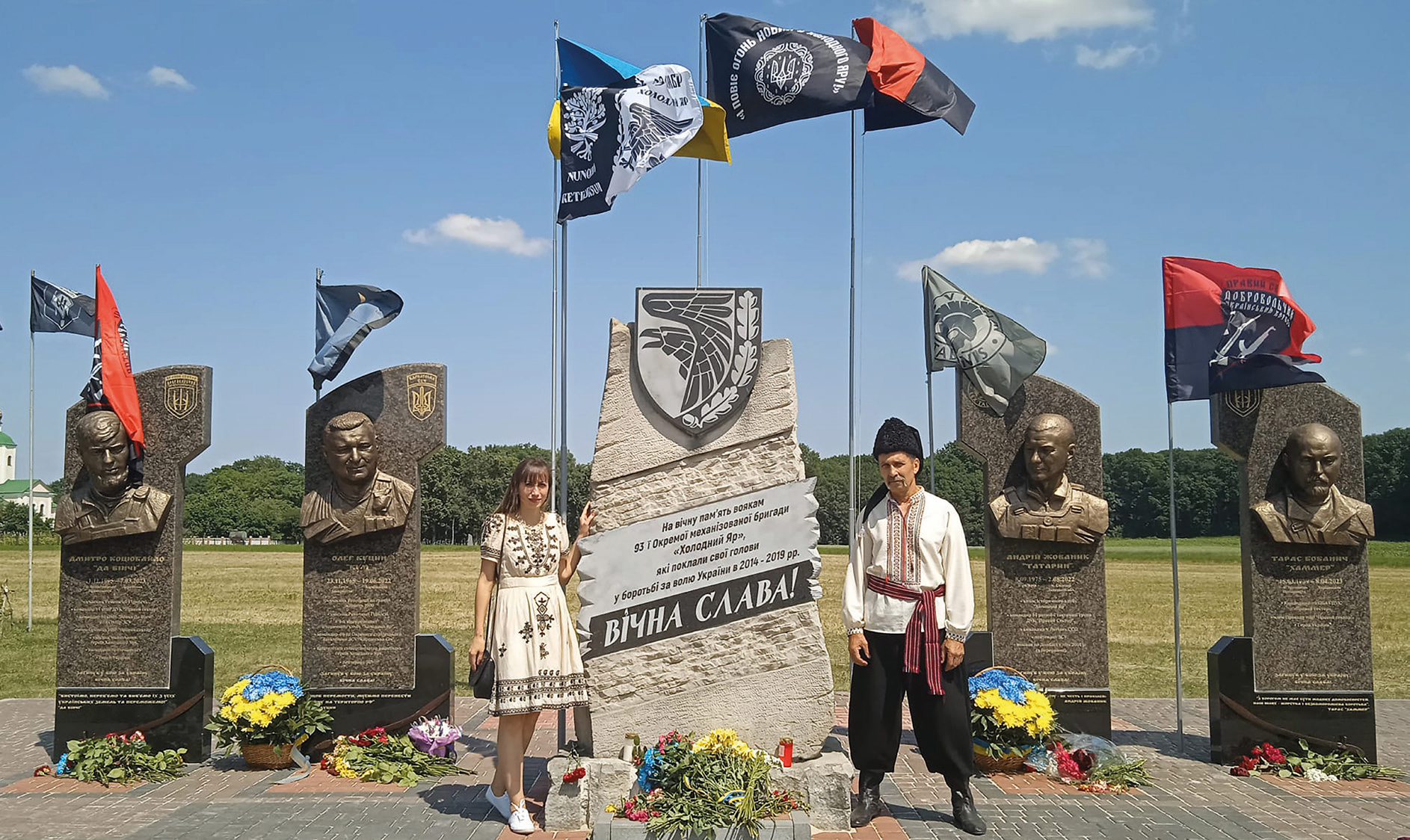
Меморіал добровольцям, які загинули в боротьбі за Українську державу

## У культурі
- З 2018 року 93-тя окрема механізована бригада носить почесне найменування «Холодний Яр».
- У 2019 році Національний банк України випустив пам'ятну монету «Холодний Яр» номіналом 5 гривень.

## Галерея

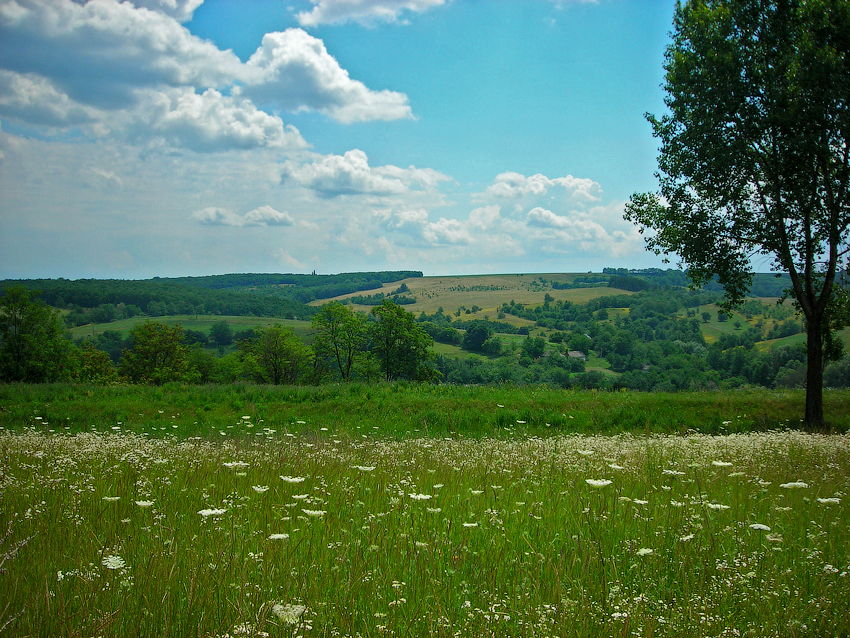
Краєвиди Холодного Яру
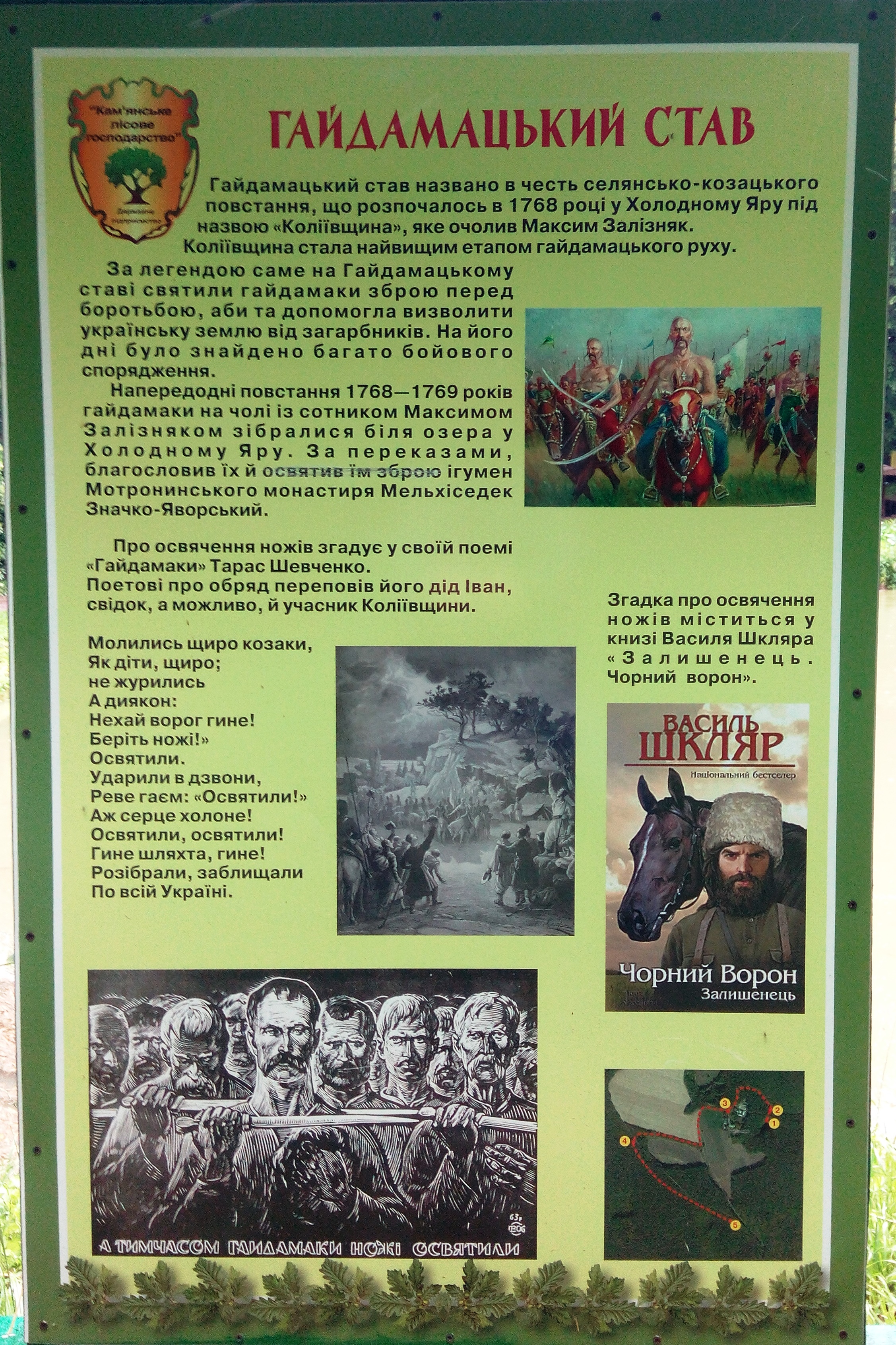
Інформаційний щит «Гайдамацький став»
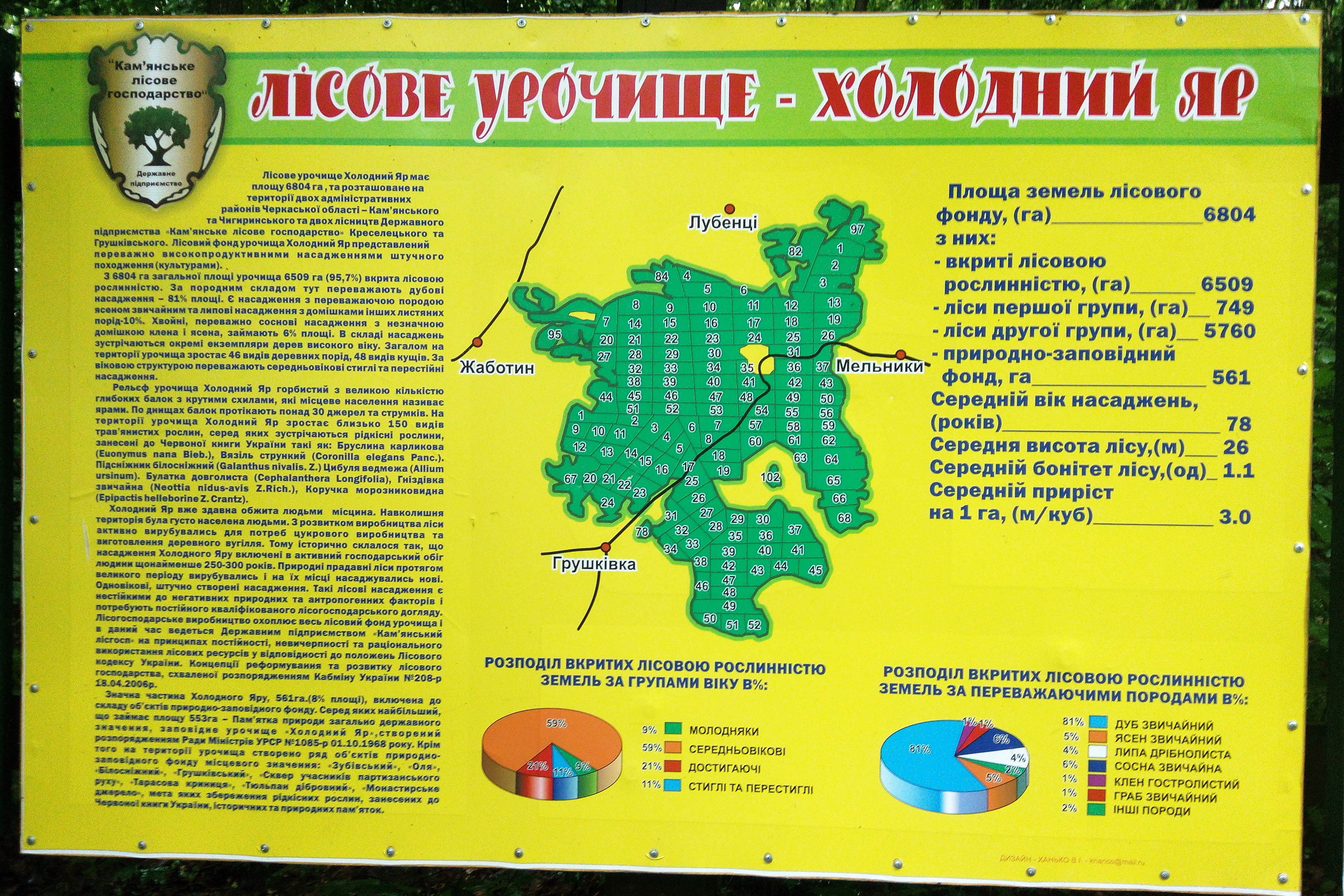
Інформаційний щит «Лісове урочище — Холодний Яр»
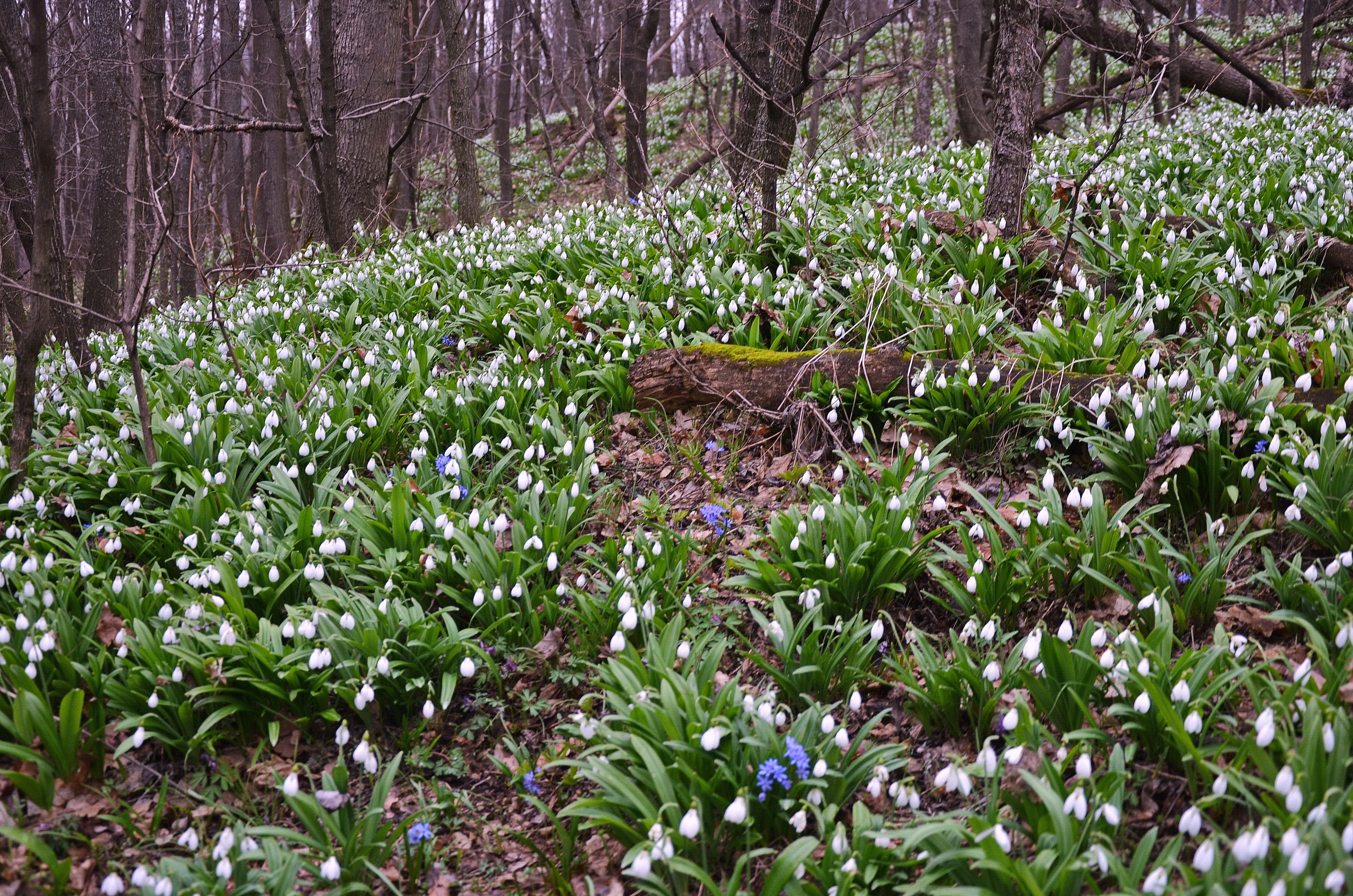
Холодногірські весняні пагорби
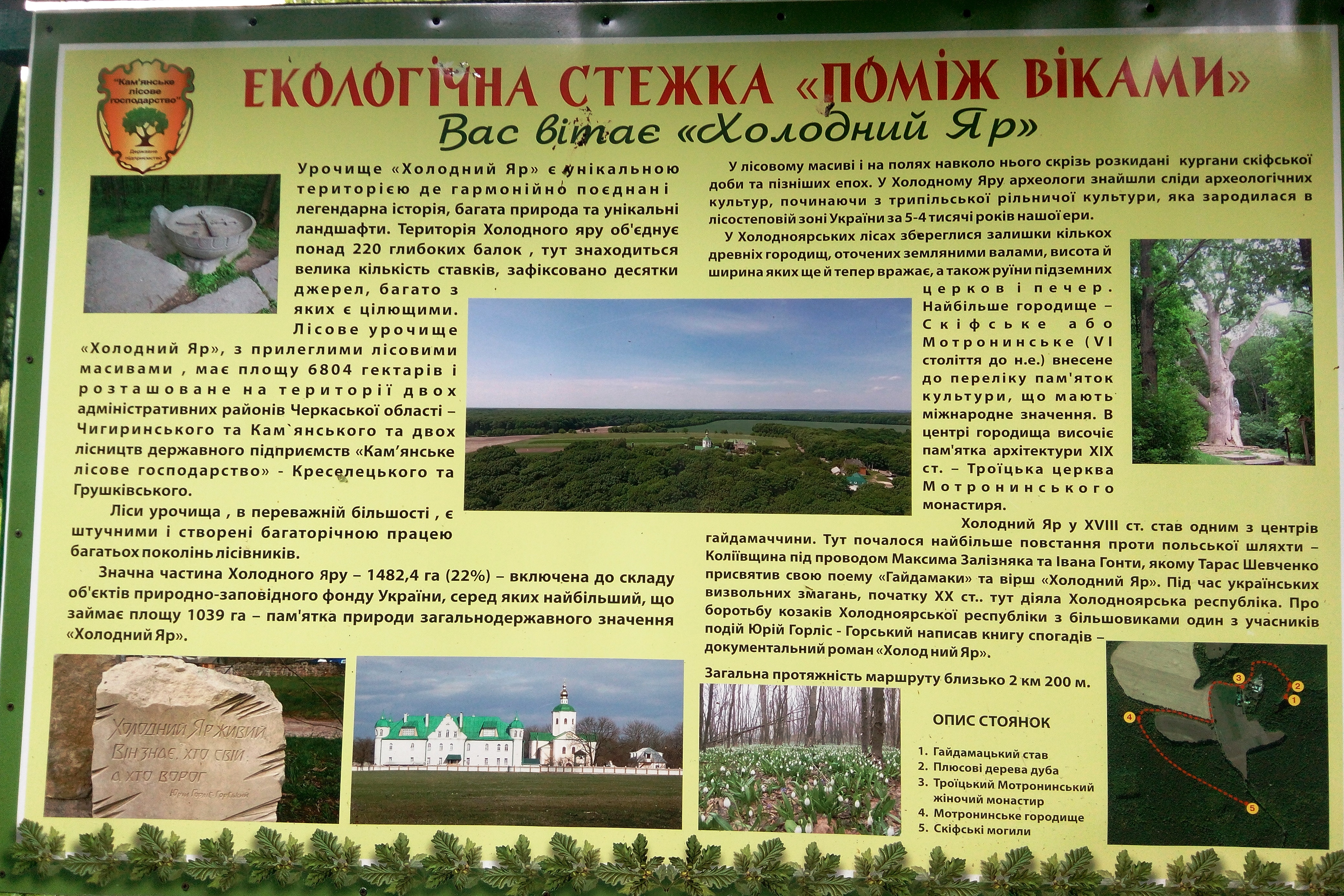
Інформаційний щит «Екологічна стежка „Поміж віками“»